# Cảng Calais

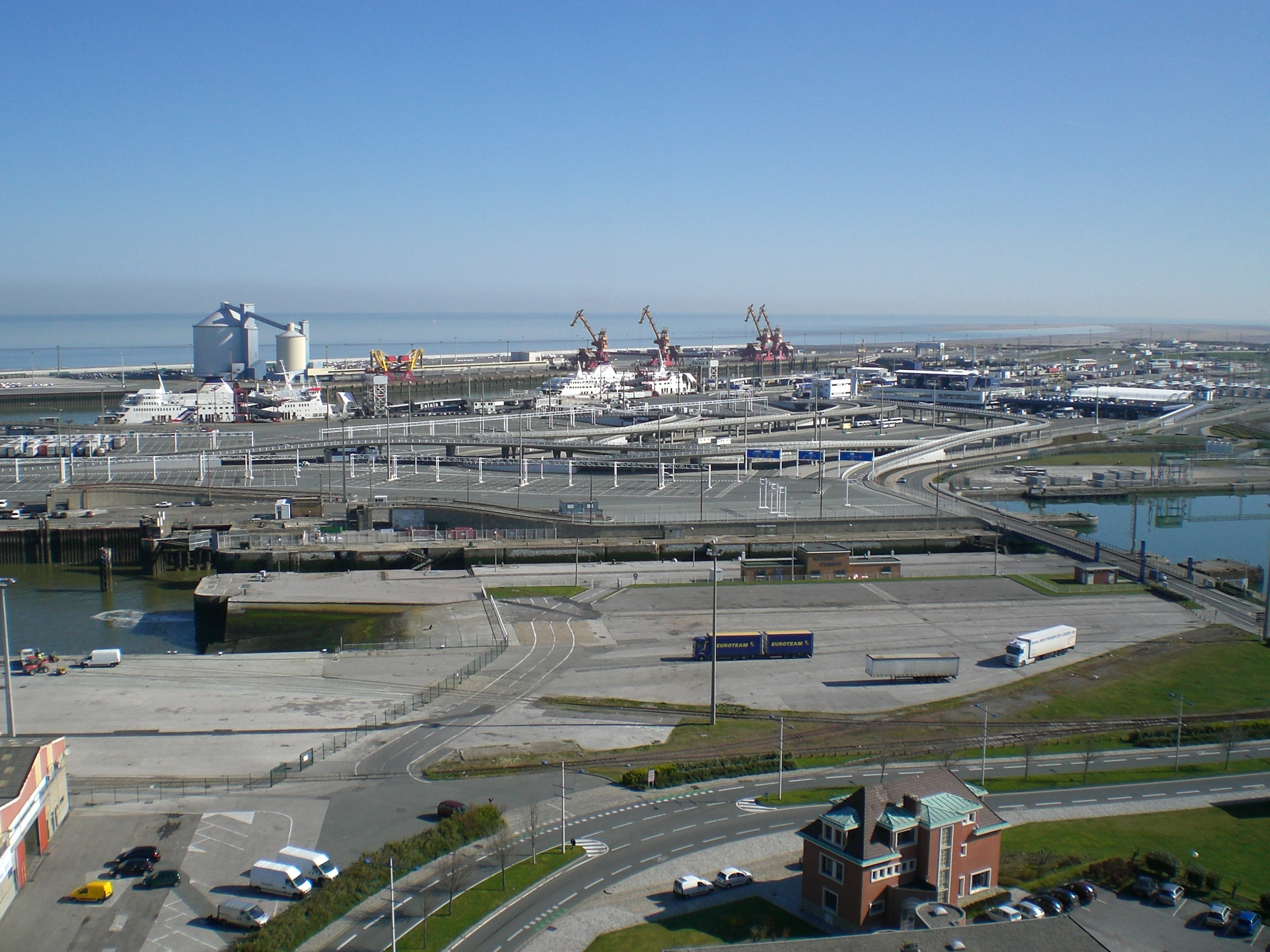
Cảng Calais

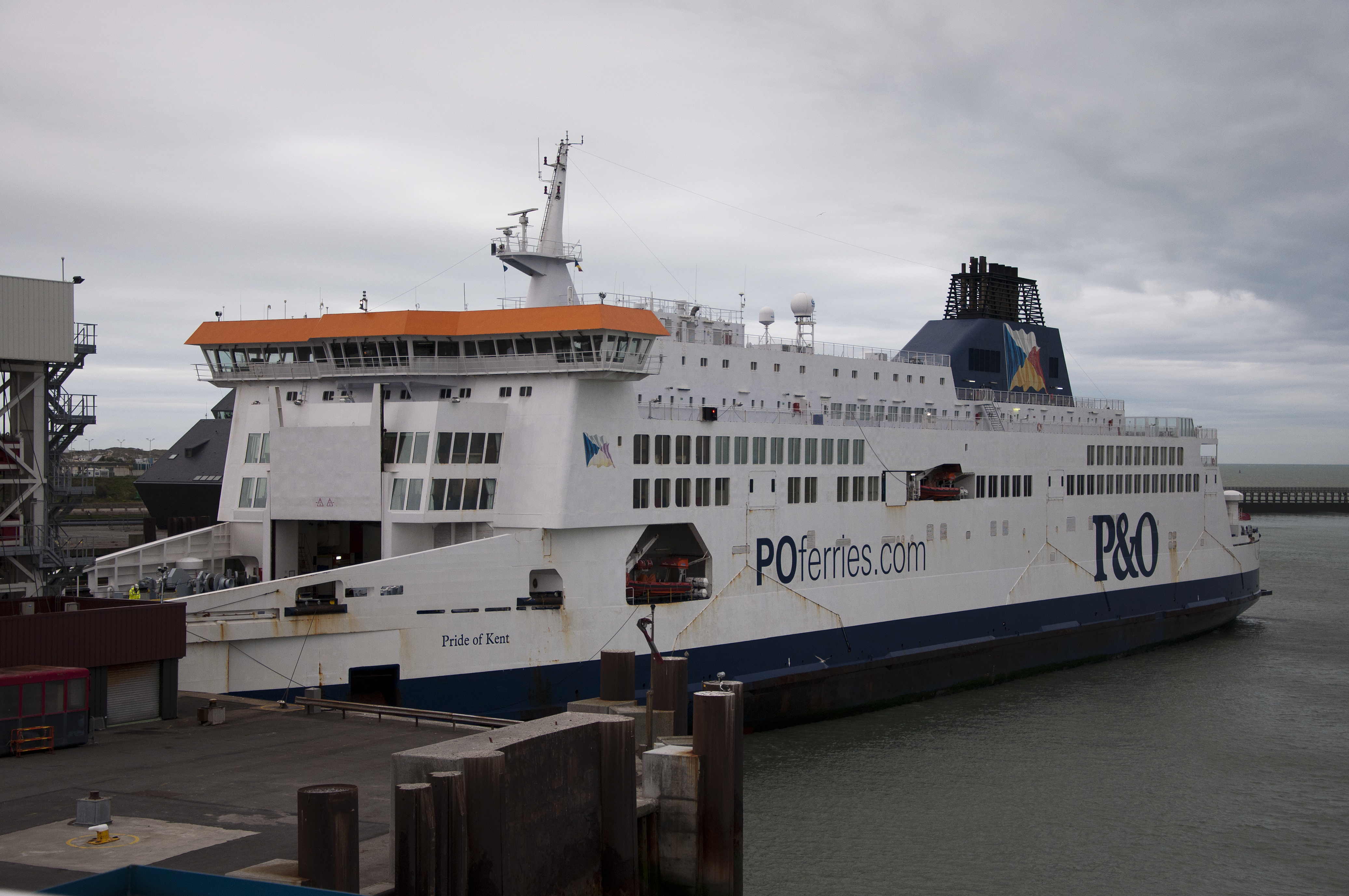
Tàu P & O tại Calais

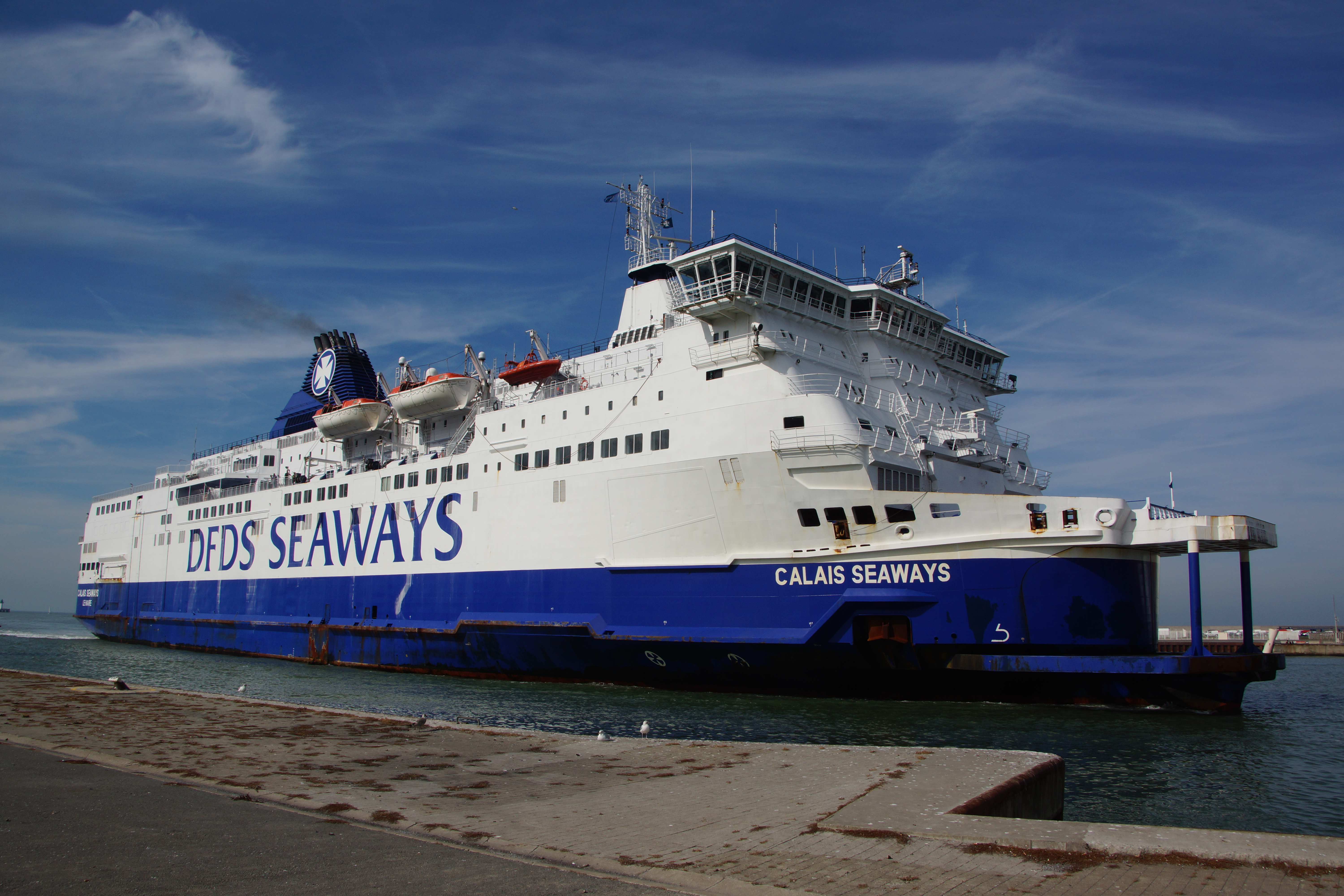
Một tàu DFDS tại Calais

Cảng Calais là một cảng tại Calais, ở miền bắc nước Pháp. Cảng này là cảng lớn thứ tư ở Pháp và lớn nhất về lưu lượng hành khách. Nó chiếm hơn một phần ba hoạt động kinh tế tại thị trấn Calais.

## Bối cảnh
Cảng Calais là cảng tàu cáp đầu tiên ở châu Âu và là cảng lớn thứ tư ở Pháp và là cảng lớn nhất về lưu lượng hành khách.

## Các công ty đi thuyền vào Calais
Kể từ ngày ngày 27 tháng 8 năm 2019, chỉ có hai công ty vận hành các dịch vụ theo lịch trình thường xuyên đến Calais - DFDS Seaways và P & O Ferries - cả hai hoạt động độc quyền trên đường chạy giữa Calais và Dover từ bến cảng này. Tuy nhiên, có khả năng một công ty thứ ba có thể tham gia vào sự độc quyền hiện tại giữa hai công ty trong tương lai gần.

## Lưu lượng
Lưu lượng hàng hóa đã tăng gấp ba trong hai thập kỷ qua. Trong năm 2007, hơn 41,5 triệu tấn giao thông đã đi qua Calais với khoảng 11,52 triệu hành khách, 1,4 triệu xe tải và xe kéo, 2.249 triệu xe hơi và 4.700 giao cắt mỗi năm. Trung bình, tàu cứ 30 phút lại ra khơi. Hầu hết lưu lượng truy cập ở Calais đến từ Cảng Dover.